# Pyrrhia postfasciata
Pyrrhia postfasciata är en fjärilsart som beskrevs av Barend J. Lempke 1966. Pyrrhia postfasciata ingår i släktet Pyrrhia och familjen nattflyn. Inga underarter finns listade.